# Otto Bussing
Otto Karl Bussing (ur. 6 grudnia 1905 w Hoernekirchen, zm. 30 maja 1950) – SS-Sturmscharfuhrer. Szef kieleckiego Gestapo abteilung IV. Był dowódcą SS i policji w dystrykcie Radomskim.

## Życiorys
Bussing od kwietnia 1940 roku pełnił służbę w Gestapo działającej na terenie okupowanej Polski. Jego zadaniem było „zwalczanie band” na Kielecczyźnie w rejonie Końskich i Kielc. Wziął udział w wielu akcjach wymierzonych w polski ruch oporu m.in. brał udział w akcji „Maifeier” i wymierzonej przeciwko oddziałowi Ponurego operacji „Memel”.